# Подерягин, Василий Савельевич
Васи́лий Саве́льевич Подеря́гин (род. 19 марта 1947, с. Шелаево, Курская область) — советский, российский педагог. Народный учитель СССР (1990).

## Биография
Родился 19 марта 1947 года в селе Шелаево (ныне в Валуйском районе Белгородской области).
В 1965 году окончил  Шелаевскую среднюю школу, в 1971 — исторический факультет Воронежского педагогического института.
С 1965 года работал учителем истории в Шелаевской средней школе; с 1980 — директор школы. 
В 1980‑х школа была экспериментальной площадкой и участником научно-педагогического практического объединения «Белогорье» Института общих проблем воспитания Академии педагогических наук СССР; в школе с его участием в качестве младшего научного сотрудника АПН СССР был разработан вариант учебно-воспитательного комплекса как одна из оптимальных моделей образовательного учреждения на селе. На базе школы создан сельский опытно-экспериментальный Центр образования и культуры, объединивший 9 внешкольных учреждений. Школа становилась лауреатом международного конкурса имени А. С. Макаренко, получила диплом первой степени X образовательного форума (Москва, 2006) в номинации «Инновации в воспитании», диплом второй степени Всероссийского конкурса воспитательных систем (2007), президентский грант (1 млн руб.).
Создал школьный краеведческий музей, получивший звание «Народный музей». 
С 1990 года — депутат муниципального совета города Валуйки и Валуйского района, депутат Земского собрания Шелаевского сельского поселения.

### Семья
- Жена — Галина Леонтьевна Соколова, учитель русского языка и литературы в Шелаевской средней школе. Заслуженный учитель России
- Сын — Юрий, учитель обществознания и экономики в той же школе
- Сын — Виктор
  - Внуки — Максим, Юлия.

## Награды и звания
- Заслуженный работник культуры РСФСР
- Народный учитель СССР (1990)
- Значок «Отличник народного просвещения РСФСР»
- Диплом Министерства просвещения СССР и ЦК профсоюза работников просвещения (1986) — за успехи в обучении и воспитании детей и молодёжи
- Премия имени Н. К. Крупской
- Звание «Золотое перо» «Учительской газеты»
- Юбилейная медаль ФНПР «100 лет профсоюзам России» (2004)
- Почётная грамота Центрального комитета Профсоюза работников народного образования и науки РФ (2004)
- Медаль «За заслуги перед Землей Белгородской» II и I степени
- Медаль А. С. Макаренко «За педагогическую доблесть» (2013)
- Нагрудный знак «60 лет Белгородской области» (2013)
- Почётный гражданин города Валуйки и Валуйского района (2012)

## Труды
- Подерягин В. С. Сказание о земле родной, школе и судьбе одной. — Белгород: Политерра, 2007.